# Żuk

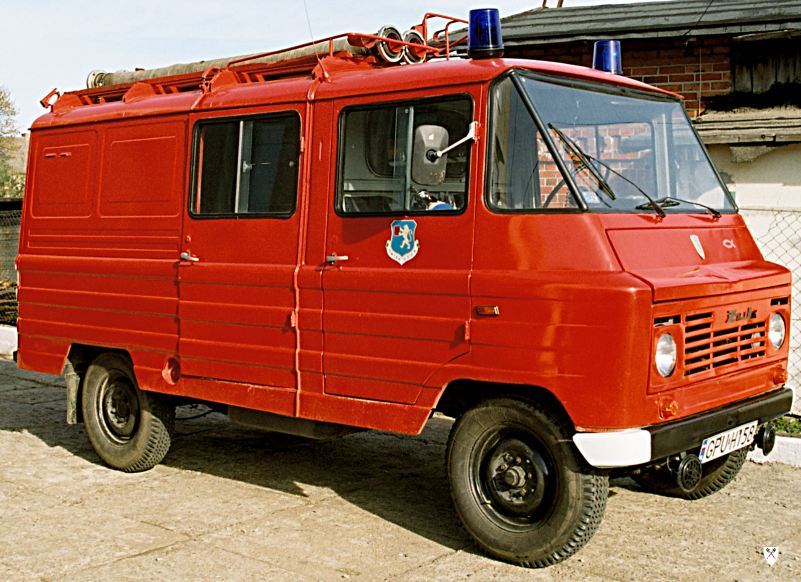
En Żuk i brandbilsversion

Żuk var en polsk tillverkare av lätta skåpbilar och lastbilar mellan 1958 och 1998. Namnet är på senare år ändrat till Lublin efter den stad i Polen där tillverkningen skedde.